# Neue St.-Alexander-Kirche

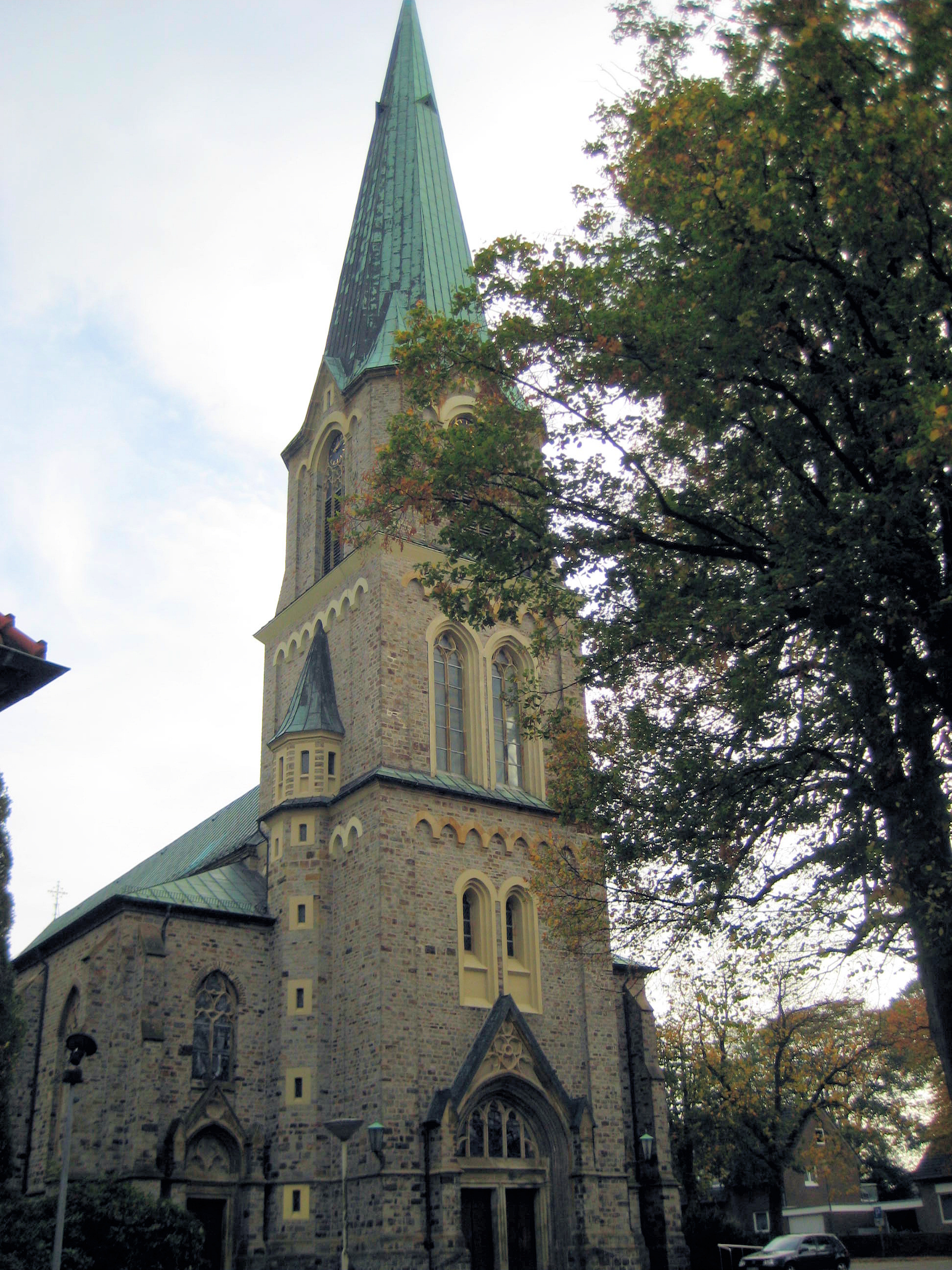
Die Neue St.-Alexander-Kirche

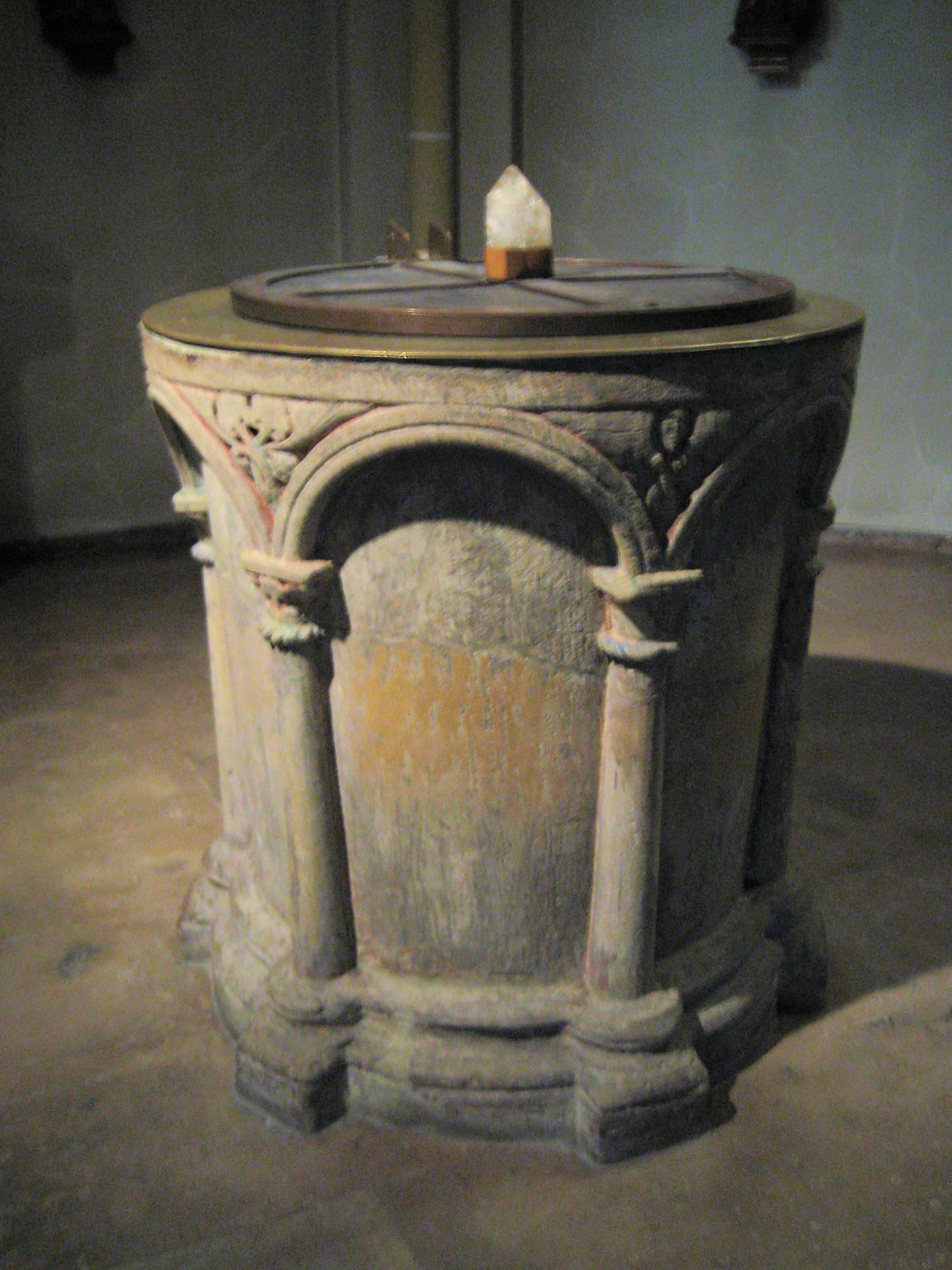
Die romanische Tauffünte der Kirche stammt aus der Alten St.-Alexander-Kirche

Die Neue St.-Alexander-Kirche ist eine römisch-katholische Kirche in der Gemeinde Wallenhorst, Landkreis Osnabrück, in Niedersachsen. Mit ihr und der Alten St.-Alexander-Kirche, die karolingische Ursprünge hat, sind in dem Ortsteil zwei Kirchen dem römischen Märtyrer Alexander († 165) geweiht. Mit dem Kirchenneubau verlagerte sich das Zentrum Wallenhorsts vom Alten Dorf in Richtung Westen.

## Geschichte

### Standortsuche
Mehr als 1.000 Jahre diente die Alte St.-Alexander-Kirche im „Alten Dorf“ den Gläubigen Wallenhorsts und den Gemeinden des weitläufigen Kirchspiels als Gotteshaus. In der Mitte des 19. Jahrhunderts wurde sie für die wachsende Gemeinschaft zu klein, zudem lag sie am Rande des Kirchspiels. Das Kirchengebäude war feucht und renovierungsbedürftig. Am 10. Dezember 1852 beschloss die Gemeindeversammlung einen Neubau. Der Abriss der Alten St.-Alexander-Kirche wurde zeitweilig erwogen, jedoch nicht ausgeführt. Die Gemeinde entschied sich nach langer Suche nach einem geeigneten Standort erst 1877 für einen Neubau auf dem Bokholt in Nachbarschaft zur gotischen Annakapelle aus der Mitte des 15. Jahrhunderts. Der Bokholt war im 15. und 16. Jahrhundert Versammlungsplatz der Stiftsstände des Hochstifts Osnabrück gewesen und erfüllte auch die Forderung des damaligen Kapitularvikars Bernhard Höting:  „Die Kirche muß  von einem ansehnlichen freien Platz umgeben sein, so daß  sie nach allen Seiten dem Auge eine unbehinderte und wirkungsvolle Ansicht darbieten kann.“

### Bauzeit
Den Auftrag für den Neubau erhielt der Architekt Franz Xaver Lütz in Osnabrück. Er entwarf eine dreischiffige Kirche im neugotischen Stil mit dem in den Baukörper einbezogenen Turm im Westen. Im Osten schließen drei Konchen das Haupt- und die Seitenschiffe ab. Die Sakristei liegt im Süden. Im Sommer 1878 wurde der Bau begonnen; der Grundstein wurde im Frühjahr 1879 gelegt. Als Baumaterial wurde Piesbergsandstein aus dem Lechtinger Bruch des nahen Piesbergs verwandt. Das Gesims des Kirchenschiffs und des Turms wurde aus Schlackenstein der Georgsmarienhütte gemauert. Mit der Benediktion am 9. Juni 1881 wurde die Kirche als Pfarrkirche genutzt, die Konsekration durch Bischof Bernhard Höting folgte 1891. Mit der Fertigstellung der Kirche und dem Bau des Pfarrhauses, der Schule und weiteren Gebäuden 1886 entstand um die Kirche das neue Zentrum Wallenhorsts, das „Neue Dorf“.

### Ausstattung

#### Innenraum
Die Mittel für die Ausstattung der Kirche wurde von den Gemeindegliedern durch Kollekten und Spenden zusammengetragen. Die Kirche wurde erst nach und nach ausgestattet. Ältestes Ausstattungsstück ist die Tauffünte des frühen 13. Jahrhunderts aus der Alten St.-Alexander-Kirche. 1884 erhielt die Kirche einen Flügelaltar im Stil der Spätgotik, den der Bildhauer Heinrich Seling aus Osnabrück schuf. Er schnitzte 1888 auch die wesentlichen Figuren der Weihnachtskrippe. Seitenaltäre erhielt die Kirche zwischen 1884 und 1890. 1891/92 malte Wilhelm Clausing die Kirche mit figürlichen Darstellungen und Ornamenten aus. Aus der Kirche des 1803 aufgehobenen Dominikanerklosters Zum Heiligen Kreuz in Osnabrück kamen die Statuen der Kirchenväter Hieronymus, Ambrosius, Augustinus und Gregor in die Kirche. Sie sind Arbeiten des 18. Jahrhunderts.
Die Kreuzwegstationen stammen aus dem Jahr 1913. Das Triumphkreuz ist ein Werk des Osnabrücker Bildhauers Ludwig Nolde aus dem Jahr 1929.
1979 erhielt die Kirche eine Weihwasserstele aus Muschelkalkstein. Sie wurde in den Kunstwerkstätten der Abtei Maria Laach gefertigt. Die Türgriffleisten aus Bronze fertigte Egino Weinert aus Köln an. Aus dem Jahr 1981 stammen Fenster-Bleiverglasungen des Ohrbecker Künstlers Rudolf Krüger. Eines von ihnen zeigt die Überführung von Reliquien Alexanders von Rom nach Wildeshausen im Jahr 851 aus der römischen Legende De miraculis sancti Alexandri.

#### Orgel
1889 wurde in die Kirche eine Orgel des Orgelbauers Carl Haupt eingebaut. 1996 wurde sie durch Orgelbau Simon restauriert und vergrößert. Sie verfügt über 28 Register auf zwei Manualen und Pedal.

#### Glocken
Eine Turmuhr wurde zwischen in den 1880er Jahren angeschafft und 1907 wurden fünf Glocken im Kirchturm aufgehängt; diese wurden während des Ersten Weltkriegs zur Rüstungsproduktion eingezogen und gingen verloren. Auch nach dem Zweiten Weltkrieg blieb nur eine Glocke, die Engelglocke erhalten, die heute in der Alten Alexanderkirche hängt. 1954 erhielt die Kirche dann ein neues Glockengeläut aus vier Stahlglocken, die vom Bochumer Verein für Gußstahlfabrikation (BVG) gegossen wurden. Eine Übersicht:
| Glocke | Name         | Durchmesser | Gewicht | Schlagton |
| ------ | ------------ | ----------- | ------- | --------- |
| 1      | Christ König | 1800 mm     | 2200 kg | h°        |
| 2      | Maria        | 1510 mm     | 1200 kg | d′        |
| 3      | Alexander    | 1350 mm     | 0930 kg | e′        |
| 4      | Pius X.      | 1180 mm     | 0625 kg | fis′      |

### Renovierungen
Die Gesimse aus Schlackensteinen wiesen bereits zehn Jahre nach der Fertigstellung der Kirche Schäden auf und wurden deshalb durch Sandstein ersetzt und zum Teil verputzt. Die Mörtelfugen wurden in den 1920er Jahren rissig und zwischen 1924 und 1926 erneuert, schadhafte Sandsteine ausgetauscht. Die Innenmalerei aus den 1890er Jahren wurden um 1934 in einem Gelbton übermalt, das Rippenwerk der Gewölbe sowie die Säulen farbig abgesetzt. Die Kirchenfenster auf der Nord- und Südseite ersetzte man im selben Jahr durch farbige Arbeiten des Osnabrücker Glasmalers Theo M. Landmann. Sie zeigen die „Acht Seligkeiten“. 1952 erhielt der Kirchturm zur statischen Verstärkung eine Stahlbetonkonstruktion. 1958/59 wurde die Kirche erneut ausgemalt, dieses Mal in grau-gelblichen Tönen. 1961 erfolgte die Abdeckung des Turms mit Kupferplatten. Nach der Liturgiereform des Zweiten Vatikanischen Konzils wurde 1965 und 1970 der Altarraum umgestaltet. Aus der Alten St.-Alexander-Kirche wurde der romanische Taufstein in die Kirche gebracht. 1978/1979 unterzog man die Kirche einer weiteren Renovierung: Putzschäden wurden beseitigt, die Ausmalung erneuert und ein Fußboden aus Natursteinplatten verlegt. Aus dem Vorraum wurde eine Trennwand entfernt. 2007 wurde die Kirchturmspitze mit Wetterhahn und Kreuz aufwendig renoviert, da der Orkan Kyrill die Befestigung beschädigt hatte.

## Höhenbezugspunkt

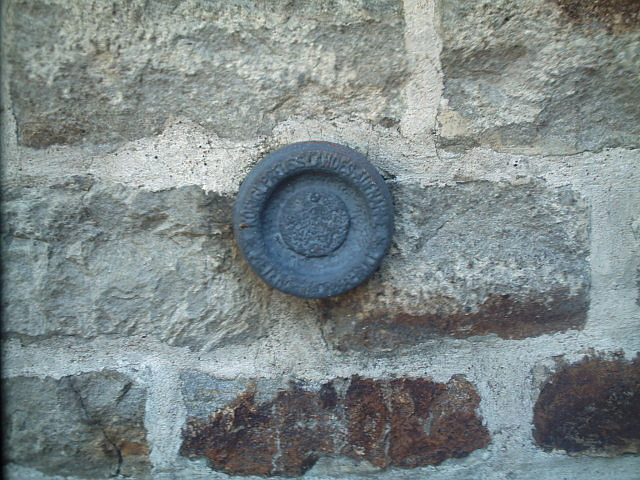
Nivellementpunkt an der Kirche

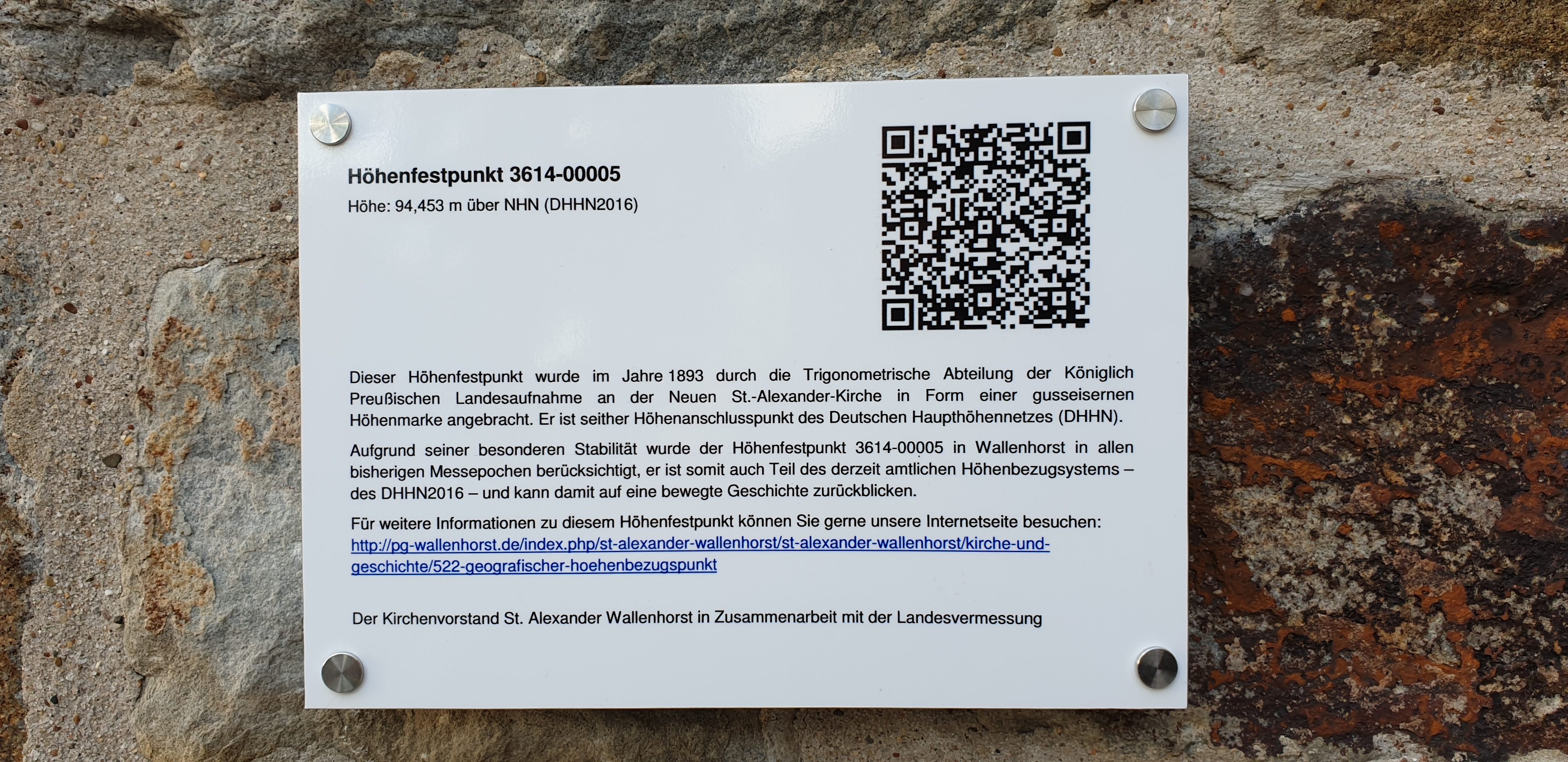
Infotafel zum Höhenfestpunkt

An der Kirche befindet sich der Höhenanschlusspunkt des Deutschen Haupthöhennetzes.